# Abaqulusi
Abaqulusi – gmina w Południowej Afryce, w prowincji KwaZulu-Natal, w dystrykcie Zululand. Siedzibą administracyjną gminy jest Vryheid.